# Сахлі
Са́хлі — селище в Еритреї, адміністративно відноситься до району Ареета регіону Дебубаві-Кей-Бахрі.

## Географія
Селище розташоване на піщаному березі Червоного моря, на південно-східному березі бухти Анфіла, на вузькому півострові, що відділяє меншу бухту Гохуто.
Селище розкидане по берегу моря довжиною до 320 м, при цьому вулиць не має.
| Прапор Еритреї | Це незавершена стаття про Еритрею. Ви можете допомогти проєкту, виправивши або дописавши її. |